# Pastel de cierva

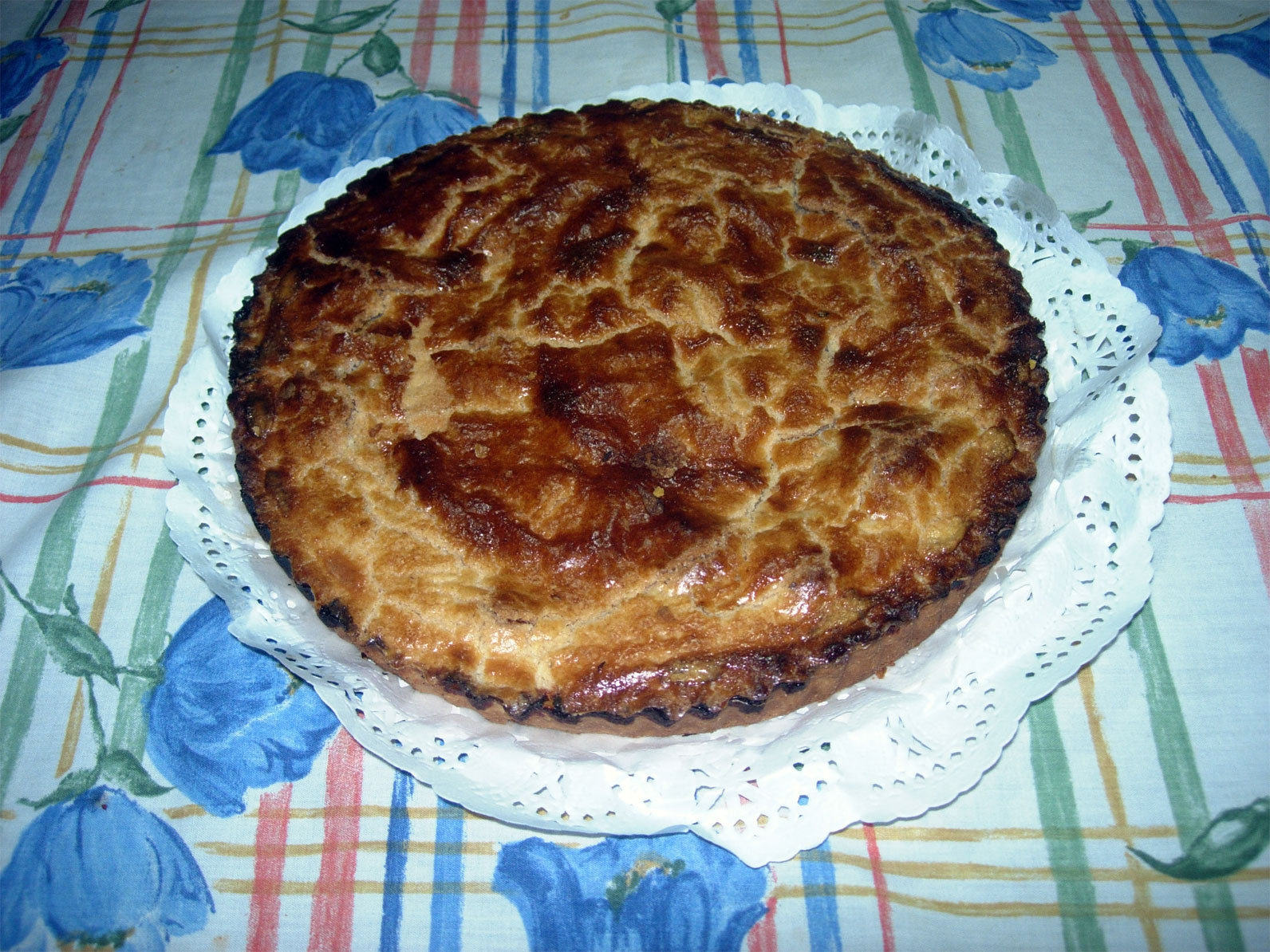
Tradicional pastel de Cierva.

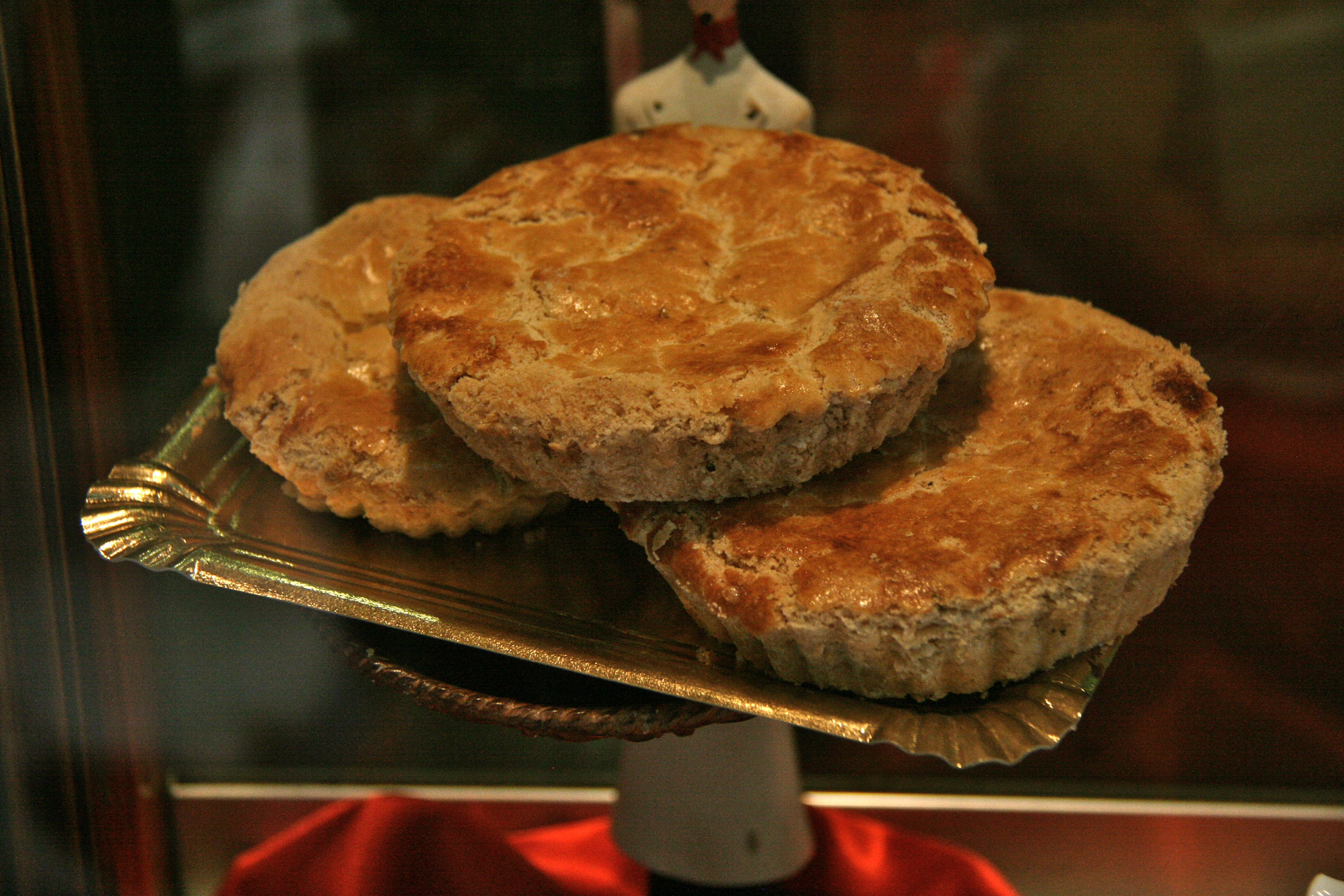
Pastel de Cierva, tamaño pequeño.

El pastel de Cierva es un pastel típico del Mar Menor que combina los sabores dulce y salado de un modo particular.

## Historia
Durante el siglo XIX el jefe de cocina de un barco ruso que fondeó en el Mar Menor le dio la receta a un pastelero de San Javier. En una comida a Juan de la Cierva y Peñafiel se le ofreció este pastel como plato de una comida y al gustarle de un modo extraordinario manifestó su deseo de que llevase su nombre, por lo que se denomina Pastel de Cierva.
La verdad es más sencilla, había en casa de los abuelos de la esposa de Don Juan de la Cierva, Doña María Codorniu Bosch, Don Jaime Bosch y  More y Doña Ana Bienert Runggaldier, unas cocineras alemanas, que hacían un pastel de origen alemán, llamado pastel real, que tanto le gustaba al político Don Juan de la Cierva Peñafiel, que siempre que estaba en Murcia, aprovechaba para viajar a Cartagena a visitar a Don Jaime y disfrutar de  tal manjar.[cita requerida]
Con motivo de querer invitar Don José Maestre, en aquellos tiempos Ministro, a Don Juan de la Cierva a su casa del Estacio, mandó al confitero de San Javier a Casa de Don Jaime Bosch, para que aprendiera la receta del pastel que tanto le gustaba a Don Juan y así agasajarlo.[cita requerida]
De esta manera, fue como el confitero de San Javier "Confitería La Peladilla", aprendió a realizarlo, continuando sus descendientes haciéndolo, aunque poco se parece en la actualidad a la receta original, que aún conservan todos los descendientes de "Bienert Runggaldier", que en origen estaba integrado por una masa que se hace con una libra de manteca, otra de azúcar blanca, una copa de vino blanco, un polvito de canela, y dos huevos.[cita requerida]
Se hace la masa con harina candeal, la que embeba; se extiende con el rollo y se coloca en la lata muy delgada rellenándolo primero con una capa de sesos hervidos, solo con sal, luego otra de pichón, lomo o carne bien sofrito, y picado, o hecho menudo y la última capa de tiritas de jamón y salchichón, y se cubre con la tapa de masa en forma de empanada. se pone al horno y a medio cocer con una pluma, se le pone por encima un poco de huevo batido.[cita requerida] Esta es la receta original.[cita requerida] Su nombre procede del político Juan de la Cierva y Peñafiel.

## Características
Consta de una masa de harina de trigo realizada con manteca y huevo, algo sazonada y bastante azucarada, rellena de carne de ave cocida y huevo duro. Se prepara con forma circular, con un diámetro de 25 a 40 cm., y se suele presentar en porciones. Es un plato contundente que se suele servir tibio o frío como entrante en la comida, o para el almuerzo o la merienda, además se suele consumir en excursiones o acampadas al no necesitar preparación y conservarse bastante bien.